# Френкель Ян Абрамович
Френкель Ян Абрамович — радянський композитор. Народний артист СРСР (1989). Лауреат Державної премії СРСР (1982).
Народився 21 листопада 1920 р. в Києві. Помер 25 серпня 1989 р. в Ризі. Навчався в Київській консерваторії (1938—1941). З 1946 р. мешкав у Москві.
У 1938—1941 роках навчався в Київській консерваторії ім. П. І. Чайковського по класу скрипки в Якова Магазінера і по класу композиції в Бориса Лятошинського. З початком війни поступив до Оренбурзького зенітного училища. 
По закінченні училища в 1942 р. брав участь у бойових діях, був тяжко поранений і після лікування з 1943 р. до завершення війни служив у фронтовому театрі.
Автор музики до 60 кінофільмів. Серед них українські стрічки: «Вигідний контракт» (1979), «Подвиг Одеси» (1985, 2 с).

## Пісні
«Серпень» (рос. Август, сл. Гофф, 1966)